# Sigishofen
Sigishofen (mundartlich: Sigishov, Sīgəshof) ist ein Gemeindeteil der Gemeinde Ofterschwang im bayerisch-schwäbischen Landkreis Oberallgäu.

## Geographie
Das Dorf liegt circa 2,5 Kilometer östlich des Hauptorts Ofterschwang. Östlich der Ortschaft fließt die Iller. Ebenfalls östlich verläuft die Bundesstraße 19.

## Ortsname
Der Ortsname stammt vom Personennamen Sigī(n) und bedeutet bei den Höfen des Sigī(n).

## Geschichte
Sigishofen wurde erstmals urkundlich im Jahr 1420 mit Hans Hipp, der in Sigishoven siedelt, erwähnt. Im Jahr 1451 wurden 18 rothenfelsische Eigenleute und eine Fischenz in Sigishofen erwähnt. Im Jahr 1770 wurde die Kapelle Mariä Opferung erbaut.

## Baudenkmäler

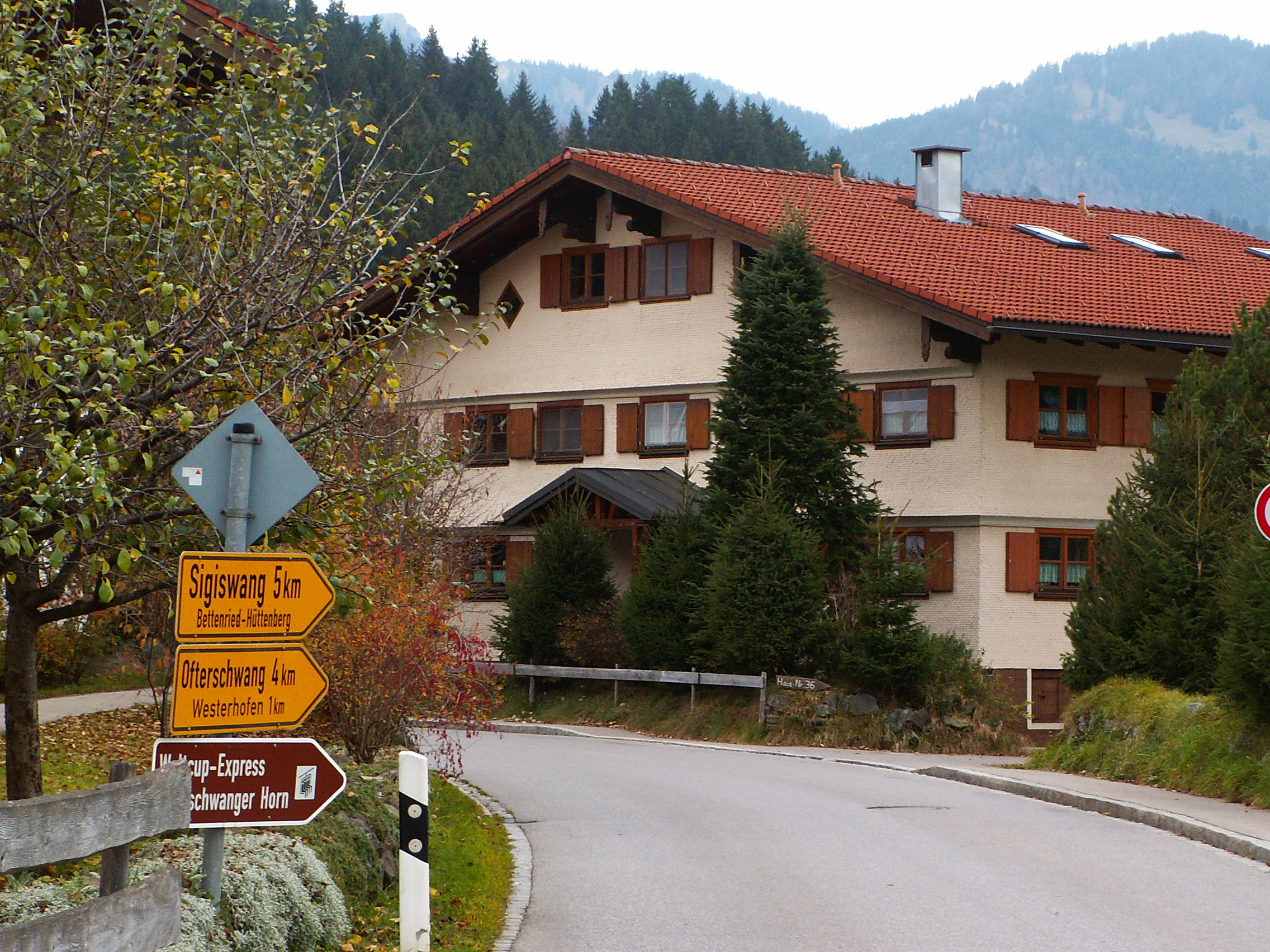
Baudenkmal in Sigishofen

Siehe: Liste der Baudenkmäler in Sigishofen

## Persönlichkeiten
- Joseph Schelbert (1834–1887), Geistlicher und Mitglied des Deutschen Reichstags